# Faustino López
Isidoro Faustino López (Montevideo, 29 de julio de 1803 - Florida, 4 de agosto de 1864) fue un militar y político uruguayo.

## Biografía
Comenzó su vida militar participando en la Cruzada Libertadora de 1825, encontrándose en la Batalla de Ituzaingó el 20 de febrero de 1827.
El presidente Manuel Oribe lo nombró Jefe Político y de Policía de San José, pero en 1836 se declaró partidario de Fructuoso Rivera en su levantamiento contra el gobierno. Acompañó a Rivera posteriormente en su Estado Mayor, y fue integrante del Consejo de Estado y de la Asamblea de Notables que durante la Guerra Grande sustituyó a las cámaras en el Gobierno de la Defensa.
En 1845 escapó al Brasil tras la batalla de India Muerta en la que participara, retornando un año después al Uruguay, donde intervino en las operaciones militares en campaña del año 1847. Por aquellos días fue también Jefe Político y de Policía de Montevideo por unos pocos meses (1847-1848). Pasado a retiro en 1852, volvió a la actividad militar poco después. en 1856 fue jefe del estado mayor del ejército por pocos meses, ya que fue designado por el presidente Gabriel Pereira como Jefe Político y de Policía del departamento de Florida, creado el 28 de julio de aquel año. Ocupó el cargo hasta marzo de 1857.
En 1863, al declararse partidario de la insurrección de Venancio Flores, el gobierno del presidente Bernardo Berro lo dio de baja por traición. En aquel levantamiento, al intentar tomar la ciudad de Florida, donde pocos años atrás ejerciera la jefatura política, fue muerto por las fuerzas defensoras de aquella plaza el 4 de agosto de 1864.